# Kavita Signh
Kavita Signh (hindi: कविता सिंह)  (5 de novembre de 1964 - 30 de juliol de 2023) va ser una historiadora de l'art indi. Professora d'història de l'art, va exercir com a degana a l'Escola d'Arts i Estètica de la Universitat Jawaharlal Nehru.

## Biografia
Singh estudià una llicenciatura en arts al Shri Ram College, centre femení adscrit a la Universitat de Delhi (DU). Cursà un màster en arts el 1987 a la Universitat Maharaja Sayajirao de Baroda. Finalment es doctorà el 1996 a la Universitat de Punjab, a Chandigar. Treballà al College of Art de Delhi i a l'Institut Nacional de Tecnologia de la mateixa ciutat. Així mateix, va ser editora d'investigació per a Marg Publications i comissària convidada visitant al Museu d'Art de San Diego on comissarià algunes exposicions temporals molt destacades. Finalment, treballà com a professora a la Universitat Jawaharlal Nehru (JNU) a partir del 2001. Especialista en art indi, els seus interessos de recerca van cobrir la història de la pintura índia, particularment les escoles mogol i Rajput, i la història i la política dels museus, posant sempre el focus en el cas indi.
Singh ha estat reconeguda amb diversos guardons, com ara el Premi Infosys d'Humanitats pel seu treball en l'àmbit de la història de l'art i la cultura visual el 2018. També rebé beques del Getty Research Institute, del Sterling and Francine Clark Art Institute, del Williams College, del Nehru Trust for the Indian Collections al Victoria and Albert Museum i de la Asia Society de Nova York. Singh morí de càncer el 30 de juliol de 2023.